# Bắc Thành (xã)
Bắc Thành là xã thuộc huyện Yên Thành, tỉnh Nghệ An, Việt Nam.

## Địa lý - Hành chính
Bắc Thành là xã nằm về phía Tây Nam cách thị trấn Yên Thành 3 Km theo trục đường Quốc lộ 7B.
Địa giới hành chính xã: Phía Đông giáp xã Long thành, phía Tây giáp xã Đồng Thành, phía Bắc giáp xã Xuân Thành và phía Nam giáp Trung Thành. Gồm 9 xóm được đánh số từ 1 đến 9
Địa giới tự nhiên của xã: phía Tây Bắc tựa lưng vào núi, mặt nhìn về phía Đông nam. Đồng ruộng bằng phẳng, có sông Đào chảy qua.

## Lịch sử
Xã Bắc Thành được tách ra từ xã Quan Thành. Nguyên trước kia, xã còn được gọi là xã Tiên Thành. Xã hình thành từ một phần dân cư của các làng Đông Hồ, Cửa Nam, Hưng Đạo, xóm Lộ Vịt, làng Đông... di dân tránh lụt lội, chuyển từ hướng đường 538 lên chân núi Động Cương, Mả Sại vào các năm 1975 và 1980, hình thành nên các làng Nam Sơn (gồm 2 xóm 3 và 5), Bắc Sơn (gồm 2 xóm 1 và 2), Khe Gạo (gồm 2 xóm 8 và 9), Trại Xanh (xóm 7), Trốc Cồn (xóm 4), Làng Nồi (xóm 6).

## Giáo dục
Mẫu giáo: Trường Mầm non Bắc Thành
Cấp 1: Trường Tiểu học Bắc Thành
Cấp 2: Trường THCS Bắc Thành
Cấp 3: Trường trung học phổ thông Yên Thành 2 đóng trên địa bàn xóm 1.

## Dị tích - Danh thắng
- Đình Hậu
- Đền Bà Chúa Nhâm
- Đền Xanh Đá Bạc
- Đền Nhà Ông
- Đền Nhà Bà
- Chùa Hậu
- Chùa Yên Thông
- Nhà thờ họ Nguyễn Duy